# Coppa Svizzera 2008-2009 (calcio femminile)
La Coppa Svizzera 2008-2009 è stata la 34ª edizione della manifestazione calcistica. È iniziata il 7 agosto 2008 e si è conclusa il 20 maggio 2009.

## Qualifiche

### 1º turno preliminare
Gare disputate giovedì 7 agosto 2008.
| Squadra 1   | Risultato | Squadra 2 |
| ----------- | --------- | --------- |
| Engelberger | 0 - 4     | Nebikon   |

Gare disputate sabato 9 agosto 2008.
| Squadra 1           | Risultato | Squadra 2          |
| ------------------- | --------- | ------------------ |
| Langnau             | 0 - 1     | Team Amt Entlebuch |
| Fehraltorf          | 1 - 4     | Affoltern a/Aar    |
| Herrliberg          | 0 - 3     | Zurigo Sud-est     |
| Hitzkirch           | 0 - 5     | Stans              |
| Effretikon          | 1 - 5     | Oerlikon/Polizei   |
| Freienbach          | 4 - 1     | Küsnacht           |
| Steckholz           | 8 - 0     | Thal United        |
| Uzwil               | 0 - 8     | Flawil             |
| Grolley             | 0 - 9     | Ependes/Arconciel  |
| Derendingen         | 3 - 0     | Olten              |
| Seengen             | 2 - 5     | Hochdorf           |
| Eschenbach          | 7 - 2     | Wil 1900           |
| Fulenbach           | 0 - 9     | Attiswil           |
| Villaz/Villarimboud | 3 - 1     | Massonnens         |
| Villmergen          | 3 - 0     | Neuenhof           |
| Root                | 9 - 3     | Aegeri             |
| Alpnach             | 5 - 2     | Küssnacht a/Rigi   |

Gare disputate domenica 10 agosto 2008.
| Squadra 1            | Risultato | Squadra 2            |
| -------------------- | --------- | -------------------- |
| Neckertal-Degersheim | 3 - 0     | Fortuna              |
| Schüpfen             | 1 - 5     | Radelfingen          |
| Laupen               | 2 - 1     | Ittigen              |
| Huttwil              | 1 - 11    | Willisau             |
| Niederlenz           | 1 - 7     | Muhen                |
| Kloten               | 3 - 2     | Volketswil           |
| Wittenbach           | 17 - 1    | Arbon 05             |
| Weinfelden-Bürglen   | 3 - 5     | Amriswil             |
| Ellikon Marthalen    | 2 - 3     | Niederweningen       |
| Büren a/Aar          | 1 - 9     | Zuchwil              |
| Bauma                | 1 - 0     | Seuzach              |
| Horgen               | 1 - 10    | Stäfa                |
| Oberdorf             | 4 - 2     | Münchenstein         |
| Thierrens            | 2 - 3     | Racing Club Losanna  |
| Spiez                | 1 - 2     | Meiringen            |
| Rheinfelden          | 6 - 5     | Old Boys             |
| Aarau                | 1 - 2     | Schöftland           |
| Wipkingen            | 1 - 3     | Regensdorf/Affoltern |
| Linth 04             | 4 - 2     | Ems                  |
| Diepoldsau-Schmitter | 1 - 2     | Rheineck             |
| Evolène              | 0 - 3     | Concordia Basilea 2  |
| Courtelary           | 0 - 4     | Courtedoux           |
| Schwerzenbach        | 1 - 3     | Pfäffikon            |
| Veltheim             | 1 - 2     | Diessenhofen         |
| Thusis-Cazis         | 3 - 1     | Laax                 |
| Bühler               | 3 - 0     | Abtwil-Engelburg     |
| Termen/Ried-Brig     | 1 - 7     | Naters               |
| Galicia              | 1 - 9     | Walperswil           |
| Lusitanos de Samedan | 3 - 0     | Chur 97              |
| Möhlin-Riburg/ACLI   | 6 - 4     | Aarburg              |
| Ebnat-Kappel         | 3 - 0     | Frauenfeld           |
| Adligenswil          | 6 - 2     | Kerns                |
| Eschlikon            | 2 - 0     | Wiesendangen         |

Gara disputata lunedì 11 agosto 2008.
| Squadra 1  | Risultato | Squadra 2 |
| ---------- | --------- | --------- |
| Erlinsbach | 2 - 3     | Windisch  |

Gara disputata martedì 12 agosto 2008.
| Squadra 1 | Risultato | Squadra 2   |
| --------- | --------- | ----------- |
| Frutigen  | 3 - 2     | Steffisburg |

Gara disputata martedì 13 agosto 2008.
| Squadra 1  | Risultato | Squadra 2 |
| ---------- | --------- | --------- |
| Xamax 2007 | 9 - 0     | Fleurier  |

### Turno intermedio
Gara disputate martedì 19 agosto 2008.
| Squadra 1  | Risultato | Squadra 2  |
| ---------- | --------- | ---------- |
| Villmergen | 1 - 3     | Schöftland |

Garr disputatr mercoledì 20 agosto 2008.
| Squadra 1           | Risultato | Squadra 2            |
| ------------------- | --------- | -------------------- |
| Zurigo Sursee       | 2 - 6     | Kloten               |
| Zuchwil             | 2 - 4     | Derendingen          |
| Pratteln            | 3 - 0     | Rheinfelden          |
| Baar                | 5 - 1     | Root                 |
| Adligenswil a       | 7 - 2     | Stans                |
| Pfäffikon           | 1 - 3     | Oerlikon/Polizei     |
| Freienbach          | 3 - 1     | Stäfa                |
| Flawil              | 3 - 2     | Eschenbach           |
| Bühler              | 3 - 2     | Neckertal-Degersheim |
| Concordia Basilea 2 | 3 - 1     | Xamax 2007           |
| Radelfingen         | 3 - 5     | Laupen               |

Gara disputate mercoledì 21 agosto 2008.
| Squadra 1 | Risultato | Squadra 2 |
| --------- | --------- | --------- |
| Meiringen | 3 - 0     | Frutigen  |

### 2º turno preliminare
Gara disputata martedì 26 agosto 2008.
| Squadra 1 | Risultato | Squadra 2          |
| --------- | --------- | ------------------ |
| Attiswil  | 2 - 1     | Möhlin-Riburg/ACLI |

Gare disputate venerdì 29 agosto 2008.
| Squadra 1 | Risultato | Squadra 2 |
| --------- | --------- | --------- |
| Amriswil  | 0 - 5     | Wängi     |
| Naters    | 2 - 7     | Vétroz    |

Gare disputate sabato 30 agosto 2008.
| Squadra 1         | Risultato | Squadra 2            |
| ----------------- | --------- | -------------------- |
| Courtedoux        | 1 - 6     | Vuisternens/Mézières |
| Willisau          | 7 - 0     | Niederbipp           |
| Freienbach        | 1 - 2     | Lachen/Altendorf     |
| Oberdorf          | 0 - 15    | Sissach              |
| Walperswil        | 1 - 3     | Étoile-Sporting      |
| Épendes/Arconciel | 5 - 0     | Villaz/Villarimboud  |
| Derendingen       | 2 - 1     | Regensdorf/Affoltern |

Gare disputate domenica 31 agosto 2008.
| Squadra 1           | Risultato | Squadra 2            |
| ------------------- | --------- | -------------------- |
| Windisch            | 8 - 0     | Regensdorf/Affoltern |
| Niederweningen      | 2 - 7     | Neunkirch            |
| Wittenbach          | 2 - 4     | Münsterlingen        |
| Laupen              | 7 - 2     | Kerzers              |
| Flawil              | 1 - 3     | Widnau               |
| Diessenhofen        | 1 - 5     | Kloten               |
| Blue Stars          | 5 - 0     | Bülach               |
| Racing Club Losanna | 1 - 17    | Concordia Basilea 2  |
| Muhen               | 0 - 9     | Muri                 |
| Eschlikon           | 0 - 6     | Gossau               |
| Balerna             | 1 - 3     | Gambarogno           |
| Schöftland          | 4 - 5     | Zollikofen           |
| Team Amt Entlebuch  | 4 - 1     | Meiringen            |
| Pratteln            | 0 - 7     | Therwil              |
| Steckholz           | 1 - 8     | Alterswil            |
| Hochdorf            | 0 - 13    | Wolhusen             |
| Bauma               | 3 - 2     | Richterswil          |
| Adligenswil         | 0 - 7     | Schwyz               |
| Affoltern a/Aar     | 4 - 1     | Oerlikon/Polizei     |
| Baar                | 0 - 4     | YF Juventus          |
| Thusis-Cazis        | 0 - 1     | Bühler               |
| Nebikon             | 2 - 5     | Alpnach              |
| Ostermundigen       | 2 - 3     | Kirchberg            |
| Rheineck            | 6 - 1     | Lusitanos de Samedan |

Gara disputata mercoledì 3 settembre 2008.
| Squadra 1 | Risultato | Squadra 2    |
| --------- | --------- | ------------ |
| Linth 04  | 1 - 2     | Ebnat-Kappel |

### 3º turno preliminare
Gare disputate mercoledì 17 settembre 2008.
| Squadra 1     | Risultato | Squadra 2 |
| ------------- | --------- | --------- |
| Münsterlingen | 5 - 6     | Kirchberg |
| Derendingen   | 3 - 5     | Therwil   |

Gare disputate mercoledì 19 settembre 2008.
| Squadra 1 | Risultato | Squadra 2          |
| --------- | --------- | ------------------ |
| Willisau  | 2 - 1     | Team Amt Entlebuch |
| Attiswil  | 3 - 4     | Kirchberg          |

Gare disputate sabato 20 settembre 2008.
| Squadra 1         | Risultato | Squadra 2            |
| ----------------- | --------- | -------------------- |
| Windisch          | 2 - 5     | Malters              |
| Ebnat-Kappel      | 2 - 5     | Blue Stars Zurigo    |
| Laupen            | 1 - 7     | Zollikofen           |
| YF Juventus       | 0 - 8     | Rapperswil-Jona      |
| Kloten            | 2 - 0     | Affoltern a/Aar      |
| Gossau            | 0 - 3     | Staad                |
| Alpnach           | 1 - 0     | Wolhusen             |
| Wängi             | 1 - 2     | Widnau               |
| Rheineck          | 0 - 8     | San Gallo            |
| Bühler            | 5 - 0     | Lachen/Altendorf     |
| Étoile-Sporting   | 3 - 1     | Chênois              |
| Sissach           | 1 - 0     | Baden                |
| Alterswil         | 2 - 3     | Femina Kickers Worb  |
| Gambarogno        | 0 - 4     | Rapid Lugano         |
| Muri              | 2 - 1     | Schwyz               |
| Bauma             | 1 - 4     | Neunkirch            |
| Ę́pendes/Arconciel | 1 - 11    | Vuisternens/Mézières |

Gara disputata domenica 21 settembre 2008.
| Squadra 1           | Risultato | Squadra 2 |
| ------------------- | --------- | --------- |
| Concordia Basilea 2 | 3 - 8     | Vétroz    |

## Partecipanti alla Coppa Svizzera
| Concordia Basilea |
| GC/Schwerzenbach  |
| Kriens            |
| LUwin.ch          |
| Rot-Schwarz Thun  |
| Schlieren         |
| Young Boys        |
| Yverdon           |
| Zuchwil 05        |
| Zurigo            |

| Kirchberg           |
| Malters             |
| Rapid Lugano        |
| Rapperswil-Jona     |
| San Gallo           |
| Staad               |
| Femina Kickers Worb |

| Blue Stars Zurigo    |
| Etoile-Sporting I    |
| Kirchberg            |
| Muri                 |
| Neunkirch            |
| Sissach              |
| Therwil              |
| Vétroz               |
| Vuisternens/Mézières |
| Widnau               |
| Zollikofen           |

| Alpnach  |
| Bühler   |
| Kloten   |
| Willisau |

## Sedicesimi di finale
|                    | 18.10.2008-19.10.2008 |                  |
| ------------------ | --------------------- | ---------------- |
| FC Etoile-Sporting | 0 - 7                 | BSC YB Frauen    |
| FC Therwil         | 0 - 5                 | Rot-Schwarz Thun |
| FC Kirchberg       | 1 - 3                 | GC/Schwerzenbach |
| FCF Rapid Lugano   | 0 - 4                 | SC Kriens        |
| FC Willisau        | 0 - 6                 | FFC Zuchwil 05   |
| SV Sissach         | 0 - 2 d.t.s.          | SC LUwin.ch      |
| FC Widnau          | 0 - 3                 | FC Concordia BS  |
| FC Kloten          | 1 - 4                 | FC St. Gallen    |

|                         | 18.10.2008-19.10.2008 |                     |
| ----------------------- | --------------------- | ------------------- |
| FC Kirchberg            | 0 - 7                 | FC Rapperswil-Jona  |
| FC Blue Stars ZH        | 0 - 6                 | FC Zürich Frauen    |
| FC Vétroz               | 0 - 10                | FC Schlieren        |
| FC Vuisternens/Mézières | 0 - 6                 | Femina Kickers Worb |
| FC Alpnach              | 2 - 3                 | FC Neunkirch        |
| FC Bühler Grp           | 1 - 4                 | FC Staad            |
| FC Zollikofen           | 1 - 2                 | FC Muri             |
| FC Malters              | 1 - 3                 | FC Yverdon Féminin  |

## Ottavi di finale
|                    | 01.11.2008-05.11.2008 |                 |
| ------------------ | --------------------- | --------------- |
| GC/Schwerzenbach   | 4 - 3                 | FFC Zuchwil 05  |
| FC St. Gallen      | 0 - 1                 | FC Schlieren    |
| FC Neunkirch       | 1 - 3                 | FC Staad        |
| FC Yverdon Féminin | 2 - 0                 | FC Concordia BS |

|                     | 01.11.2008-05.11.2008 |                  |
| ------------------- | --------------------- | ---------------- |
| FC Rapperswil-Jona  | 3 - 1                 | BSC YB Frauen    |
| SC Kriens           | 1 - 0                 | FC Zürich Frauen |
| FC Muri             | 1 - 4                 | SC LUwin.ch      |
| Femina Kickers Worb | 1 - 7                 | Rot-Schwarz Thun |

## Quarti di finale
|                    | 21.03.2009-22.03.2009   |                    |
| ------------------ | ----------------------- | ------------------ |
| FC Rapperswil-Jona | 0 - 0 d.t.s. 4 - 3 d.r. | SC Kriens          |
| FC Staad           | 0 - 1                   | FC Yverdon Féminin |

|                  | 21.03.2009-22.03.2009   |                  |
| ---------------- | ----------------------- | ---------------- |
| FC Schlieren     | 1 - 1 d.t.s. 6 - 5 d.r. | GC/Schwerzenbach |
| Rot-Schwarz Thun | 8 - 0                   | SC LUwin.ch      |

## Semifinali
|              | 15.04.2009              |                    |
| ------------ | ----------------------- | ------------------ |
| FC Schlieren | 1 - 1 d.t.s. 5 - 4 d.r. | FC Yverdon Féminin |

|                    | 16.04.2009 |                  |
| ------------------ | ---------- | ---------------- |
| FC Rapperswil-Jona | 1 - 5      | Rot-Schwarz Thun |

## Finale
|              | 20.05.2009 |                  |
| ------------ | ---------- | ---------------- |
| FC Schlieren | 0 - 8      | Rot-Schwarz Thun |